# Pomitni
Pomitni — український музичний лейбл, який робить артистів і креаторів помітними та розвиває українську музичну індустрію. Заснований в 2023 році Іриною Горовою, яка має експертизу в креативній індустрії понад 15 років. Діяльність Pomitni охоплює наступні напрямки: дистрибуція музичного контенту на всі відомі світові платформи, паблішинг та юридична підтримка артистів, розробка стратегії, PR, SMM, букінг, рекламні інтеграції та influence marketing.

## Історія
Історія роботи команди починається з 2007 року у складі продюсерського центру MOZGI Entertainment, який працював з такими артистами: “Потап и Настя”, “Время и Стекло”,  “MO3GI”, Аркадий Лайкин — співак, образ Потапа, Michelle Andrade. У 2022 році компанію закривають. 
У 2023 році Ірина Горова створює новий лейбл Pomitni: команді вдалось зберегти беккаталог та експертизу за 15 років, а також почавши дистрибуцію музичного продукту українських артистів. 
Першим артистом-партнером лейблу стала DOROFEEVA (сольний проєкт Наді Дорофєєвої) - команда випустила її перший міні-альбом "Сенси". 
Вересень 2023 Лейбл розширив сфери діяльності та розпочав співпрацювати не тільки з артистами, але й з лейблами. Першим на дистрибуції став український лейбл NEBO Music з артистами OSTY та Кlavdia Petrivna (до вересня 2024 року). Лейбл надає послуги з дистрибуції музики артистів.
Жовтень 2023 Нова артистка на лейблі — IRYN.
Жовтень 2023. Лейбл Pomitni — переможець МУЗВАР Awards в номінації «Найкраща менеджмент-колаборація»
Грудень 2023 Pomitni створили, організували та реалізували масштабний концерт DOROFEEVA в Києві.
Грудень 2023 Благодійна ініціатива мережі мультимаркетів Аврора та лейблу Pomitni для збору коштів на бронетехніку для 12-ї бригади спецпризначення НГУ «А30в».
Грудень 2023 Лейбл Pomitni разом із дослідницькою компанією Dive and Discovery Research провели та представили дослідження українського слухача за 2023 рік
Грудень 2023 Лейбл Pomitni запустив благодійний проєкт Rechi, де речі відомих людей та зірок перетворюються на донати для благодійних ініціатив
Грудень 2023 Премія Megogo Music Awards 2023: OTOY — “Хіп-хоп артист року”.
Лютий 2024 Артисти лейблу отримали відзнаки на премії «Золота зоря Лірум».
Результати лейблу: OTOY — «найкращий артист», Клавдія Петрівна (артистка партнерів Nebo Music) «дебют року», Інді Хаїт — «кращий режисер» за кліпи для артисток лейблу DOROFEEVA, Love Mary.
Березень 2024 Нова артистка на лейблі — Я Тоня.
Травень 2024 Стали першим українським лейблом у європейській асоціації IMPALA, що представляє незалежні музичні компанії та національні асоціації незалежних компаній.
Квітень 2024 Нова артистка на лейблі — Ліза Бібікова.
Травень 2024 Нові артисти на лейблі — DOBRYVA.
Липень 2024 Музичний лейбл Pomitni та мережа мультимаркетів Аврора запустили платформу  для розвитку нових артистів «На її основі». Серед напрямків платформи – радіо, музичні кемпи та гранти для розвитку молодих музикантів.
Серпень 2024 DOROFEEVA стала амбасадоркою проєкту EQUAL від SPOTIFY. Трек “Нітрогліцерин” став першим україномовним треком, що очолив український та глобальний плейлисти EQUAL – спеціального проєкту, що підтримує жінок у музиці. 
Листопад 2023 Артисти Africa Records на дистрибуції серед артистів лейблу Pomitni .

## Артисти
- DOROFEEVA — українська співачка, інфлюенсерка.
- OTOY — український хіп-хоп та реп-виконавець, музикант та автор пісень. Справжнє ім'я — Вячеслав Дрофа.

Артисти на дистрибуції
- NAZVA — галицько-донбаський український музичний гурт, створений Павлом Гоцом (м. Львів) та Ярославом Яровенком (м. Горлівка).
- Liza Bibikova — проєкт співачки Єлизавети Бібікової.
- Dima PROKOPOV — український співак.
- Artistka Chuprynenko — музичний проєкт акторки театру та кіно, а також музикантки Марусі Чуприненко.
- Bahroma — український рок-гурт, заснований на початку 2009 року Романом Бахарєвим.
- Анна Трінчер —  українська акторка та співачка.
- DOBRYVA — дует Едгара Єнокяна та Євгена Дзюби, відомий віральним хітом «Світло є чи нема».
- Love, Mary — співачка Марії Поліщук.
- beshket — репер Микола Шинкарчук з Волині.
- IRYN — співачка Ірини Ширікова.
- Я Тоня — співачка Тоня Сова, колишня учасниця шоу «Голос країни» (10 сезон)[18].

Лейбли-партнери
- NEBO Music — лейбл, створений у 2023 році. Серед артистів: Klavdia Petrivna та OSTY.

- Africa Records — музичний лейбл, створений у 2023 році на базі однойменної студії звукозапису у Львові. Серед артистів: Гоня, Yaski, Polamav, Хонест, ЛТК, Remy Lights та інші.

- Дві стіни — лейбл, створений репером Мішою Правильним у 2024 році. Серед артистів: Міша Правильний, ValeryBlahBlah, гурт «Симпатична Четвірка» (Міша Правильний, Гоня, Yaski, ValeryBlahBlah).

## Пісні артистів «Pomitni»
DOROFEEVA
- DOROFEEVA — gorit (2020)
- DOROFEEVA & LEBIGA - А я все плакала
- DOROFEEVA - Щоб не було
- DOROFEEVA - вотсап
- DOROFEEVA - Кохаю, але не зовсім
- DOROFEEVA - На самоті
- DOROFEEVA - Хартбіт
- DOROFEEVA & POSITIFF - Смак - Печаль

OTOY
- OTOY - Шукали вчора
- OTOY - Судоми
- OTOY - Кишеня з отвором
- OTOY - пащека

## Нагороди
- MUZVAR AWARDS 2023 - Найкраща менеджмент-колаборація - лейбл Pomitni[19]

- Ірина Горова, засновниця та CEO Pomitni, представляла компанію на обкладинці нової хвилі 250 перспективних малих і середніх компаній, хто визначатиме успіх української економіки у недалекому майбутньому[20]

- Ірина Горова, засновниця та CEO Pomitni, увійшла в топ-100 найвпливовіших українців за версією “New Voice” у 2024 році[21]

### Нагороди артистів
| Рік  | Артист    | Премія              | Номінація           | Результат |
| ---- | --------- | ------------------- | ------------------- | --------- |
| 2023 | DOROFEEVA | Culture Ukraine     | Артист року         | ПЕРЕМОГА  |
| 2023 | OTOY      | Золота Зоря Лірум   | Найкращий артист    | ПЕРЕМОГА  |
| 2023 | OTOY      | Jager Music Awards  | Артист року         | ПЕРЕМОГА  |
| 2023 | OTOY      | Megogo Music Awards | Хіп-хоп артист року | ПЕРЕМОГА  |
| 2023 | NAZVA     | Jager Music Awards  | Коллаба року        | ПЕРЕМОГА  |

## Проєкти
- “На її основі” – це музична платформа, яка є комплексом сервісів, що в системі стимулюють появу нової української музики та допомагають новим артистам доносити свою музику широкої аудиторії[22]. Зокрема “радіо Аврора”, гранти, музичні інтенсиви та кемпи з саундпродюсерами та сонграйтерами. Ініціатива була створена  музичним лейблм Pomitni та всеукраїнською мережею мультимаркетів “Аврора”[23][24].

- "Rechi" - благодійний проєкт «Речі» де розігруються речі від артистів за донати на потреби армії.